# Trichonta fusca
Trichonta fusca är en tvåvingeart som beskrevs av Landrock 1918. Trichonta fusca ingår i släktet Trichonta och familjen svampmyggor. Arten är reproducerande i Sverige. Inga underarter finns listade i Catalogue of Life.